# Teoría general de la explotación y de las clases
Teoría general de la explotación y de las clases (en inglés: Teoría general de la explotación y de las clases) es un libro de 1982 sobre la explotación laboral y las clases sociales escrito por el economista y politólogo John Roemer. El libro fue publicado por primera vez en los Estados Unidos por Harvard University Press.
El libro recibió críticas positivas y se analizó en un número dedicado de Politics & Society. Sin embargo, los revisores describieron las conclusiones de Roemer como controvertidas. Teoría general de la explotación y de las clases se considera parte del marxismo analítico.

## Resumen
Roemer pretende "incrustar la teoría marxiana de la explotación en una teoría de la explotación más general que sea capaz de especializarse en casos distintos del capitalismo", y en particular en el socialismo. Sostiene que esto haría posible "proponer una teoría de la explotación y las clases para el socialismo que pueda proporcionar una base para una teoría política materialista del socialismo". También analiza la teoría del valor trabajo.
El libro explora una variedad de modelos económicos y está organizado en tres partes. En la primera parte, Roemer presenta la idea marxista de que aquellos con menos activos productivos que venden mano de obra son explotados por aquellos con más activos productivos que contratan mano de obra. En la segunda parte, Roemer señala que cuando los participantes económicos tienen diferentes niveles de habilidades o "fuerza de trabajo", puede haber trabajadores ricos y empleadores pobres. En la tercera parte, describe esto como un problema con la teoría marxista de la explotación y presenta su teoría general de la explotación, que prescinde de la teoría del valor trabajo y se centra en las "relaciones de propiedad". Luego utiliza su teoría para explicar la explotación que existe en los países socialistas y analiza su teoría en relación con el materialismo histórico.

## Recepción
Teoría general de la explotación y de las clases recibió críticas positivas de Margaret Levi en American Political Science Review y Trond Petersen en Acta Sociologica, y una reseña mixta de Michael A. Lebowitz en Canadian Journal of Economics.
Levi describió el libro como "extremadamente ambicioso e importante", pero también controvertido. Ella le dio crédito a Roemer por brindar una alternativa a las formas tradicionales de pensar sobre la explotación y las clases, y elogió su "grandeza de visión" y su "brillantez argumentación y perspicacia". Sin embargo, escribió que el libro también tenía "fallos graves", citando un número de Politics & Society donde Roemer había sido criticado por el sociólogo Erik Olin Wright, el filósofo Andrew Levine, el teórico social y político Jon Elster y la propia Levi. Petersen describió el libro como "una contribución novedosa y controvertida a la teoría marxista de la explotación y las clases", y señaló que había recibido elogios de politólogos, sociólogos, economistas matemáticos y filósofos y que Política y Sociedad le había dedicado un número completo. . Creía que sus resultados desafiarían tanto a las ciencias sociales marxistas como a las no marxistas. Sin embargo, señaló que los supuestos subyacentes a la metodología de Roemer eran cuestionables. Comparó las opiniones de Roemer con las del sociólogo Max Weber.
Lebowitz escribió que Roemer empleó modelos y técnicas elegantes y ofreció debates admirables sobre muchos temas. Sin embargo, cuestionó el tratamiento que Roemer dio a la teoría marxista y "el carácter de los estados socialistas modernos", argumentando que las conclusiones de Roemer se basaban en suposiciones erróneas. Sin embargo, concluyó que Roemer había llevado "la consideración de la explotación a un terreno nuevo y prometedor".
Teoría general de la explotación y de las clases se considera una obra representativa del marxismo analítico, comparable a la La teoría de la historia de Karl Marx: una defensa (1978) del filósofo G. A. Cohen y Making Sense of Marx (1985) de Elster. El libro es la reconstrucción clásica de las teorías de explotación y de clase dentro del marxismo analítico, y forma parte de un cuerpo de trabajo muy influyente sobre la explotación. Sin embargo, Roemer señaló que después de la publicación de Teoría general de la explotación y de las clases, se habían hecho varias buenas críticas a la "definición de explotación capitalista de las relaciones de propiedad" que propuso en la obra, y que había revisado su pensamiento en respuesta.  Wright y Levine, escribiendo con el filósofo Elliott Sober, señalaron que los marxistas tienden a definir las clases en términos de los mecanismos mediante los cuales se apropian los productos excedentes o el trabajo excedente, más que mediante las relaciones de propiedad como tales. Le dieron crédito a Roemer por presentar "una importante visión disidente en la que se defiende una definición de clase basada en las relaciones de propiedad en términos marxistas". 

### Libros
- Carver, Terrell (1995). «Guide to further reading».  En Ryan, Alan, ed. Karl Marx: His Life and Environment. London: Fontana Press. ISBN 0-00-686339-6.
- Roemer, John (1989). «Second Thoughts on Property Relations and Exploitation».  En Ware, Robert; Nielsen, Kai, eds. Analyzing Marxism. Calgary: University of Calgary Press. ISBN 0-919491-14-6.
- Wilde, Lawrence (1999). «Logic: Dialectic and contradiction».  En Carver, Terrell, ed. The Cambridge Companion to Marx. New York: Cambridge University Press. ISBN 0-521-36694-1.
- Wolff, Jonathan (1991). Robert Nozick: Property, Justice and the Minimal State. Stanford, California: Stanford University Press. ISBN 0-8047-1856-3.
- Wright, Erik Olin; Levine, Andrew; Sober, Elliott (1992). Reconstructing Marxism: Essays on Explanation and the Theory of History. London and New York: Verso Books. ISBN 0-86091-554-9.

### Revistas
- Lebowitz, Michael A. (1984). «A General Theory of Exploitation and Class (Book)». Canadian Journal of Economics 17 (2): 407-411. JSTOR 134968. doi:10.2307/134968.  – via EBSCO's Academic Search Complete (requiere suscripción)
- Levi, Margaret (1984). «A General Theory of Exploitation and Class. By John E. Roemer. (Cambridge, Mass.: Harvard University Press, 1982. Pp. 298 + xiii. $27.50.)». American Political Science Review 78 (1): 293-294. JSTOR 1961360. S2CID 147484246. doi:10.2307/1961360.
- Petersen, Trond (1984). «Class and Exploitation: Description and Ethics. Notes on John Roemer's A General Theory of Exploitation and Class». Acta Sociologica 27 (4). S2CID 143953190. doi:10.1177/000169938402700403.  – via EBSCO's Academic Search Complete (requiere suscripción)